# Trixa chaoi
Trixa chaoi là một loài ruồi trong họ Tachinidae.